# نورمان آرثر ويكفيلد
نورمان آرثر ويكفيلد (بالإنجليزية: Norman Arthur Wakefield)‏ (28 تشرين الثاني / نوفمبر 1918 – 23 سبتمبر 1972) كان مدرساً وعالم تاريخ طبيعي وعالم حفريات وعالم نبات أسترالياً اشتهر كخبير في السراخس. ووصف العديد من الأنواع من النباتات.
وُلد ويكفيلد في رومسي في فيكتوريا، وتلقى تعليمه في المدارس الحكومية في أوربوست في كلية سكوتش في ملبورن وحصل على درجة البكالوريوس في علم الأحياء. انضم إلى قسم فيكتوريا للتعليم في عام 1934 وعمل مدرساً في أجزاء مختلفة من شرق جيبسلاند.
خلال الحرب العالمية الثانية خدم ويكفيلد في الجيش الأسترالي في بابوا غينيا وغينيا الجديدة (1943-1944) وفي جزيرة بوغاينفيل (1944-1945). عاد من الحرب مع مجموعة من السراخس وهي موجودة الآن في المتحف البريطاني، والمعشبة الوطنية لفيكتوريا.
من 1955 إلى 1965 حاضر في العلوم والتاريخ الطبيعي في كلية المعلمين في ملبورن. في عام 1960 تخرج بكالوريوس العلوم في جامعة ملبورن وفي عام 1969 أكمل شهادة الماجستير في علم المتحجرات في جامعة موناش، وكذلك ألقى محاضرات في علم الأحياء في كلية المعلمين في موناش.
في الستينات من القرن العشرين قدّم برامج في هيئة الإذاعة الأسترالية، وكذلك ساهم بكتابة عمود في صحيفة ذي إيج 1963-1971. كتب العديد من المقالات في التاريخ الطبيعي فضلا عن العديد من الأوراق العلمية في المجلات المحلية. كتب ما يلي:
- 1955 – سرخس فيكتوريا وتسمانيا. (نادي علماء الطبيعة في فيكتوريا: ملبورن. الطبعة المنقحة نشرت عام 1976).
- 1967 – مذكرات الطبيعة. (لونغ مانز: ملبورن).

## نادي علماء الطبيعة
كان ويكفيلد نشطاً في نادي علماء الطبيعة في فيكتوريا (FNCV) حيث انضم إليه في عام 1938. أسس مجموعة تابعة للنادي وساهم أيضا في تحرير مجلة النادي، علماء طبيعة فيكتوريا 1953-1964، حيث ساهم في نشر 126 مقالة عن علم الطيور وعلم النبات وعلم التاريخ. في عام 1956 انتخب عضواً شرفياً مدى الحياة في النادي، وفي عام 1962 حصل على ميدالية التاريخ الطبيعي الأسترالية.
توفي ويكفيلد في سن الثالثة والخمسين عند سقوطه من شجرة، عندما كان يشذب فروعها في حديقة منزله في شيربروك في فيكتوريا.